# Kammersbach (Kocher)
Der Kammersbach ist ein 21⁄2 km langer Bach in der Teilgemarkung Ottendorf der Kleinstadt Gaildorf im Landkreis Schwäbisch Hall im nordöstlichen Baden-Württemberg. Weniger als einen Kilometer vor dem Dorf Ottendorf mündet er nach etwa ostnordöstlichem Lauf von links in den mittleren Kocher.

## Geographie

### Verlauf
Der Kammersbach entsteht ca. 0,8 km nördlich des Fichtenberger Weilers Erlenhof im Westen der Ottendorfer Stadtteilgemarkung wenig unter der Hangkante des Höhenebenensporns Neuntel im Waldgewann Haftelwald auf etwa 490 m ü. NHN. Dort beginnt in einer Waldweggabel eine sich etwas schlängelnde, grob ostwärts laufende Waldklinge am Abfall des Mainhardter Waldes, die erst nach über einem halben Kilometer im flacheren unteren Hangbereich von einem Waldweg gequert wird. Wenig danach setzt linksseits an der Hushalde der Wald aus, dort liegen nun einige Obstwiesen, während der Bach am Rande des fast zur Gänze rechts liegenden Waldgewanns Schelmenbach in selber Richtung weiterzieht.
Ungefähr auf etwa 375 m ü. NHN lässt er den Wald hinter sich, fließt von einer Baumgalerie begleitet durch Wiesen und knickt dann bald auf nordöstlichen Lauf an den etwas entfernt linksseits liegenden Äckern des Gewanns Baierfeld vorbei ab. Nur sporadisch steht Gehölz am Ufer des nunmehr sehr flach fließenden Baches, der auf diesem Abschnitt am in weniger als 200 Metern Abstand knapp hinter dem flachen rechten Wasserscheide liegenden Gaildorfer Weiler Hägenau vorbeizieht. Wo das Sträßchen von Hägenau im Süden nach Spöck im Norden in den Hägenauer Wiesen den Kammersbach quert, nimmt er an einer ausnahmsweise etwas längeren Baumreihe einen von Westen kommenden kurzen Wiesenbach auf und wendet sich dann nach Ostnordosten.
Zwischen den Ackerflächen der Häslensäckern links und des Kirchbühls und der Klebäcker rechts tieft sich seine Wiesenmulde stärker ein und der Bach tritt immer näher an die K 2618 von Hägenau in Richtung Ottendorf heran, an der er kurz vor deren Einmündung in die B 19 in eine Verdolung eintritt. Diese führt unter der Kreisstraße, einem Ausweichparkplatz neben der Bundesstraße und dieser selbst hindurch ostwärts. Nach den letzten rund 50 Metern in wieder offenem Lauf durch einen Waldstreifen am Prallhang des Flusses auf der anderen Seite der Bundesstraße, in dem eine Felswand in Ufernähe steht, mündet er schließlich von links auf etwa 314 m ü. NHN in den mittleren Kocher.
Der Kammersbach mündet nach einem 2,5 km langen Lauf mit mittlerem Sohlgefälle von etwa 71 ‰ rund 176 Höhenmeter unterhalb seines Ursprungs.

### Einzugsgebiet
Der Kammersbach hat ein etwa 1,2 km² großes Einzugsgebiet, das naturräumlich gesehen in den Schwäbisch-Fränkischen Waldberge liegt, der mündungsnahe und der mittlere Anteil davon im Unterraum Gaildorfer Becken, wo es fast nur offene, dominant von Wiesen bedeckte Flur gibt, der westlichen Rand im Unterraum Mainhardter Wald, wo überall Wald am Abfall des Berglandes und auf dem schmalen zugehörigen Höhenstreifen diesseits der Wasserscheide steht. Am Ansatz des Hochebenensporns Neuntel befindet sich dort der mit etwa 500 m ü. NHN höchste Punkt des Gebietes.
Reihum liegen die Einzugsgebiete der folgenden Nachbargewässer:
- Im Nordwesten grenzt auf kurzem Abschnitt dasjenige des Mettelsbachs an, der weiter abwärts ebenfalls in den Kocher mündet;
- ansonsten konkurriert hinter der nördlichen Wasserscheide fast bis zur Mündung der Schwärzenbach wenig oberhalb des vorigen zum Kocher;
- im Süden fließt der Steinlesbach nunmehr etwas flussaufwärts in den Kocher;
- jenseits der auf Gaildorf zu auslaufenden Bergrückens des Mainhardter Waldes entwässert dessen Oberlauf Erlenbach über den Michelbach zur Fichtenberger Rot, dem nächsthöheren großen linken Zufluss des Kochers;
- schließlich grenzt im Westen hinter einem nur kurzem Wasserscheidenabschnitt auf dem Waldhöhenrücken das Einzugsgebiet des Steinbachs an, der unter dem Namen Diebach weiter oben in die Fichtenberger Rot einfließt.

Das gesamte Gebiet liegt in der Ottendorfer Stadtteilgemarkung von Gaildorf. Einziges Gebäude des völlig unbesiedelten Gebietes ist ein großer Stall linksseits über der Unterlaufmulde.

### Zuflüsse und Seen
Liste der Zuflüsse und  Seen von der Quelle zur Mündung. Höhe nach dem entsprechenden Layer auf der Onlinekarte der LUBW. Andere Quellen für die Angaben sind vermerkt.
- Auf etwa 495 m ü. NHN liegt ein nur intermittierend wassergefüllter Tümpel über dem Bachursprung auf dem Neuntel, deutlich unter 0,1 ha.[LUBW 4]
- (Graben aus den Hägenauer Wiesen), von links und Westen auf etwa 345 m ü. NHN an der Straße Hägenau–Spöck, ca. 0,2 km[LUBW 5] und über 0,1 km².[LUBW 6] Entsteht auf etwa 351 m ü. NHN.

## Geologie
Die mesozoischen Schichten im Einzugsgebiet reichen vom Mittleren Keuper bis hinab zum Oberen Muschelkalk. Höchste Schicht sind die Oberen Bunten Mergeln (Mainhardt-Formation), die in einer kleinen Schichtinsel auf dem Sporn Neuntel ganz im Westen liegen. Der Bach selbst entsteht nahe daran noch im Kieselsandstein (Hassberge-Formation) und durchläuft in seiner Klinge schnell diesen, dann die Unteren Bunten Mergel (Steigerwald-Formation) und ein sehr schmales Band von Schilfsandstein (Stuttgart-Formation). Am flacheren unteren Hang setzt dann der Gipskeuper (Grabfeld-Formation) etwa am Gewann Schelmenbach ein, dieser hat den größten Flächenanteil am Einzugsgebiet und zieht sich hinab bis zum kurzen linken Zufluss aus den Hägenauer Wiesen nördlich von Hägenau. Im Bereich der sich anschließend eintiefenden Talmulde liegt der Lettenkeuper (Erfurt-Formation) des Unteren Keupers, rechts über den Klebäckern noch mit einer Gipskeuper-Insel überlagert. Etwa am Beginn der Verdolung beginnt dann der Obere Muschelkalk, in dem der Bach zu Füßen einer Felswand am diesseitigen Prallhang auch mündet.
Außer diesen älteren Schichten stehen auch quartäre im Einzugsgebiet an. Schon in der unteren Waldklinge liegt Schwemmland, das sich als stark ausweitendes Band bis zum Lettenkeuper und in diesem wieder schmaler bis zum Muschelkalk zieht. Mündungsnah liegen auf den oberen Häslensäckern mehr als 30 Höhenmeter über der heutigen Kocherhöhe vom Fluss im Pleistozän abgelagerte Terrassensedimente.

## Natur und Schutzgebiete
Die wenige Meter unterhalb des Tümpels auf dem Neuntel beginnende Klinge des Kammersbachs ist naturnah. Stellenweise liegt viel Blockschutt in der im oberen Hangbereich tief und steil eingefurchten Geländerinne, sonst ist das Sediment des am Unterhang einen Meter oder etwas mehr breiten, von Schwarzerlen und Eschen begleiteten  Baches steinig oder erdig. Zuweilen fließt der Bach unter kleinen Felshängen, an denen niedrige Gesteinsbänke auslaufen. 
Linksseits des Mittellaufs laufen am und auf dem linken Hang einige Heckenreihen. Der westliche Zulauf in den flachen Hägenauer Wiesen wird von Sickerquellen gespeist, er ist zumeist von Nasswiesen begleitet, in denen etwa der Gewöhnliche Teufelsabbiss wächst. Am Zulauf selbst stehen Sumpf-Schwertlilien und Binsen.
Fast die gesamte offene Flur liegt im Landschaftsschutzgebiet Ostabfall des Mainhardter Waldes mit Teilen des Kochertales und Nebentälern zwischen Gaildorf und Westheim, das ganze Gebiet ist Teil des Naturparks Schwäbisch-Fränkischer Wald.

### LUBW
Amtliche Online-Gewässerkarte mit passendem Ausschnitt und den hier benutzten Layern: Lauf und Einzugsgebiet des Kammersbachs

Allgemeiner Einstieg ohne Voreinstellungen und Layer: Daten- und Kartendienst der Landesanstalt für Umwelt Baden-Württemberg (LUBW) (Hinweise)
1. 1 2 3 4  Höhe nach dem Höhenlinienbild auf dem Hintergrundlayer Topographische Karte.
2. ↑  Länge nach dem Layer Gewässernetz (AWGN).
3. ↑  Einzugsgebiet nach dem Layer Basiseinzugsgebiet (AWGN).
4. ↑  Teichfläche nach dem Layer Geschützte Biotope.
5. ↑  Länge abgemessen auf dem Hintergrundlayer Topographische Karte.
6. ↑  Einzugsgebiet abgemessen auf dem Hintergrundlayer Topographische Karte.
7. ↑  Schutzgebiete nach den einschlägigen Layern, Natur teilweise nach dem Layer Geschützte Biotope.

### Andere Belege
1. ↑  Wolf-Dieter Sick: Geographische Landesaufnahme: Die naturräumlichen Einheiten auf Blatt 162 Rothenburg o. d. Tauber. Bundesanstalt für Landeskunde, Bad Godesberg 1962. → Online-Karte (PDF; 4,7 MB)
2. ↑  Geologie nach den Layern zu Geologische Karte 1:50.000 auf: Mapserver des Landesamtes für Geologie, Rohstoffe und Bergbau (LGRB) (Hinweise). Ein ähnliches Bild bietet die unter → Literatur aufgeführte geologische Karte.